# 돈 (1983년 영화)
《돈》(프랑스어: L'Argent)은 1983년 개봉한 프랑스의 드라마 영화이다. 로베르 브레송이 감독과 각본을 맡았으며, 레프 톨스토이의 소설 위조 쿠폰 이 영화의 원작이다. 브레송의 마지막 작품이며, 1983 칸 영화제 감독상 수상작이다.

## 줄거리
학생인 노르베르는 아버지로부터 충분한 용돈을 받지 못하자 친구 마르시알에게 도움을 청한다. 마르시알은 노르베르에게 위조지폐를 보여준 후, 시험 삼아 노르베르를 사진점에 데려가 위조지폐를 사용하는 모습을 보여준다. 사진점을 운영하는 남녀는 뒤늦게야 자신들이 받은 지폐가 위조임을 알게 되는데, 남자는 받은 위조지폐를 다른 손님에게 다시 건네기로 한다. 이렇게 해서 위조지폐는 석유 배달부인 이봉에게 넘어간다. 졸지에 위조지폐 유통자로 몰린 이봉은 경찰과 함께 사진점을 찾아간다. 그러나 남자와 그 밑의 직원 뤼시앵은 이봉을 본 적이 없다고 주장한다. 결국에 이봉은 사진점을 운영하는 사람들을 고소하지만 증거가 없어 그들은 무죄로 풀려난다.
위조지폐 유통으로 인해 이봉은 다니던 석유회사로부터 해고된다. 한편 뤼시앵은 남녀 몰래 제품의 가격표를 바꿔서 손님에게 더 많은 돈을 받고 있었는데, 이를 안 남자가 뤼시앵을 해고한다. 그러나 뤼시앵은 해고되기 직전 가게와 내부 금고 열쇠를 복사한다. 여자는 우연히 노르베르와 마르시알을 발견하자 그들이 다니던 학교의 교감에게 찾아가 그들이 위조지폐를 유통했다고 털어놓는다. 노르베르의 어머니는 이 사실을 알자 사진점을 찾아가 여자에게 돈을 줘 사건을 무마한다. 일자리를 못 구한 이봉은 은행 강도 사건에 가담하다 경찰에 체포되고 징역 3년형을 받는다.
뤼시앵은 친구들과 함께 사진점을 털고 현금인출기에서 다른 사람의 개인정보를 무단 도용하는 스키밍을 한다. 이봉이 감옥에 갇혀있는 동안 이봉의 딸은 병으로 죽고 아내는 그를 떠난다. 좌절한 이봉은 동료 수감자와 실랑이가 붙어서 독방으로 격리되고 거기서 자살을 시도하다 병원에 실려간다. 뤼시앵과 친구들은 결국에 체포되어 재판에 넘겨진다. 이윽고 뤼시앵은 감옥에 갇히는데 그곳은 병원에서 막 퇴원한 이봉이 있는 곳이다. 뤼시앵은 이봉에게 탈옥을 제안하지만 이봉은 거절하고, 뤼시앵은 홀로 탈옥을 시도하다 잡힌다.
감옥에서 나온 이봉은 호텔에 투숙하다 운영진을 살해하고 돈을 갈취한다. 거리에서 그는 회색 머리를 한 여인을 만난다. 여인은 예전에 선생님이었던 아버지를 모시면서, 이봉이 호텔 운영진들을 살해한 범인임을 알면서도 그가 집에 투숙하게 한다. 얼마간 시간이 흐른 후 이봉은 여인과 그 일가족을 도끼로 살해한다. 여인의 집을 나온 이봉은 레스토랑에 있는 경찰들에게 자신이 호텔 운영진과 여인의 일가족을 살해한 범인이라고 자백한다. 이봉은 경찰들에게 체포돼 끌려나간다.

## 출연

### 주연
- 크리스찬 파테이
- 빈센트 리스테루치
- 캐롤린 랭
- 실비 반 덴 엘슨

### 조연
- 미셀 브리게
- 베아트리스 타부린
- 디디에 보시
- 마크 어니스트 포네우
- 브루노 라페르
- 프랑소와-마리 바니에
- 알레인 아프테크만

## 기타
- 미술: 피에르 구프로이